# 乾文男
乾文男（いぬい ふみお、1947年10月7日 - ）は日本の大蔵官僚。血液型はAB型。理財局総務課長、内閣総理大臣秘書官（事務担当）、関東信越国税局長、国税庁課税部長、金融監督庁監督部長、金融庁総務企画部長、金融庁総務企画局長、日本政策投資銀行理事、一般社団法人投資信託協会副会長、一般社団法人金融財政事情研究会会長などを務めた。

## 来歴
大阪府柏原市出身（父母も大阪府）。大阪府立天王寺高等学校、東京大学法学部第1類（私法コース）卒業。1970年4月 大蔵省入省（大臣官房文書課）。1973年7月 主計局総務課調査主任。1974年7月 主計局総務課企画係長。1975年7月 尾道税務署長。1978年7月 和歌山県総務部財政課長。1980年7月 主税局税制第一課長補佐。1983年6月 主計局主計官補佐（通商産業第一、二係主査）。1991年6月 主計局主計官（文部、科学技術、文化担当）。1994年7月 理財局総務課長。1995年5月 内閣総理大臣秘書官（事務担当）。1996年1月11日 関東信越国税局長。1997年7月15日 国税庁課税部長。1998年6月22日 金融監督庁監督部長。2000年7月1日 金融庁総務企画部長。2001年1月6日 金融庁総務企画局長。同年7月10日 退官。同年7月 日本政策投資銀行理事。2008年6月 一般社団法人投資信託協会副会長。2015年6月 一般社団法人金融財政事情研究会会長。同年7月 東京海上日動火災（株）顧問。2017年7月 東京海上日動火災（株）取締役（監査等委員）。

## 略歴
- 1970年4月：大蔵省入省（大臣官房文書課）。
- 1972年8月：大臣官房調査企画課。
- 1973年7月：主計局総務課調査主任[3]。
- 1974年7月：主計局総務課企画係長[4]。
- 1975年7月：尾道税務署長。
- 1976年7月：理財局特別財産課長補佐。
- 1978年7月：和歌山県総務部財政課長。
- 1980年7月：主税局税制第一課長補佐。
- 1983年6月：主計局主計官補佐（通商産業第一、二係主査）。
- 1985年6月：主計局付（外務研修）
- 1986年5月：外務省在カナダ大使館一等書記官。
- 1987年1月：外務省在カナダ日本国大使館参事官。
- 1989年6月：主計局共済課長
- 1991年6月：主計局主計官（文部、科学技術、文化担当）。
- 1992年7月：理財局国債課長。
- 1993年7月：理財局資金第一課長。
- 1994年7月：理財局総務課長。
- 1995年5月：内閣総理大臣秘書官（事務担当）。
- 1996年1月11日：関東信越国税局長。
- 1997年7月15日：国税庁課税部長。
- 1998年6月22日：金融監督庁監督部長。
- 2000年7月1日：金融庁総務企画部長。
- 2001年1月6日：金融庁総務企画局長。
- 2001年7月10日：退官。
- 2001年7月：日本政策投資銀行理事。
- 2008年6月：一般社団法人投資信託協会副会長。
- 2015年6月：一般社団法人金融財政事情研究会会長。
- 2015年7月：東京海上日動火災（株）顧問。
- 2017年6月：東海東京フィナンシャル・ホールディングス取締役。
- 2017年7月：東京海上日動火災（株）取締役（監査等委員）。